# 桂冠深海角介
桂冠深海角介（学名：Bythoceratina cassidoidea）为深海花介科深海角介屬下的一个种。